# Scharmützel von Borovo Selo
Beim Scharmützel von Borovo Selo handelt es sich um Auseinandersetzungen zwischen kroatischen und serbischen Polizeikräften am 2. Mai 1991 während des Zerfalls Jugoslawiens. Schauplatz war die überwiegend von Serben bewohnte Ortschaft Borovo nahe Vukovar in Ostkroatien. Das Ereignis beschleunigte den Ausbruch der Jugoslawienkriege.

## Ablauf
In den frühen Morgenstunden des 1. Mai 1991 betraten vier kroatische Polizisten Borovo Selo und versuchten, die Flagge der Sozialistischen Föderativen Republik Jugoslawien gegen eine kroatische Flagge auszutauschen.
Die Polizisten wurden von Serben, die über Nacht im Ort Wache hielten, an der Tat gehindert. Bei der anschließenden Schießerei wurden zwei Polizisten verletzt und gefangen genommen.
Am 2. Mai veranlassten die kroatischen Behörden im nahegelegenen Osijek die Entsendung von etwa 150 Polizisten nach Borovo Selo, um die Gefangenen zu befreien.

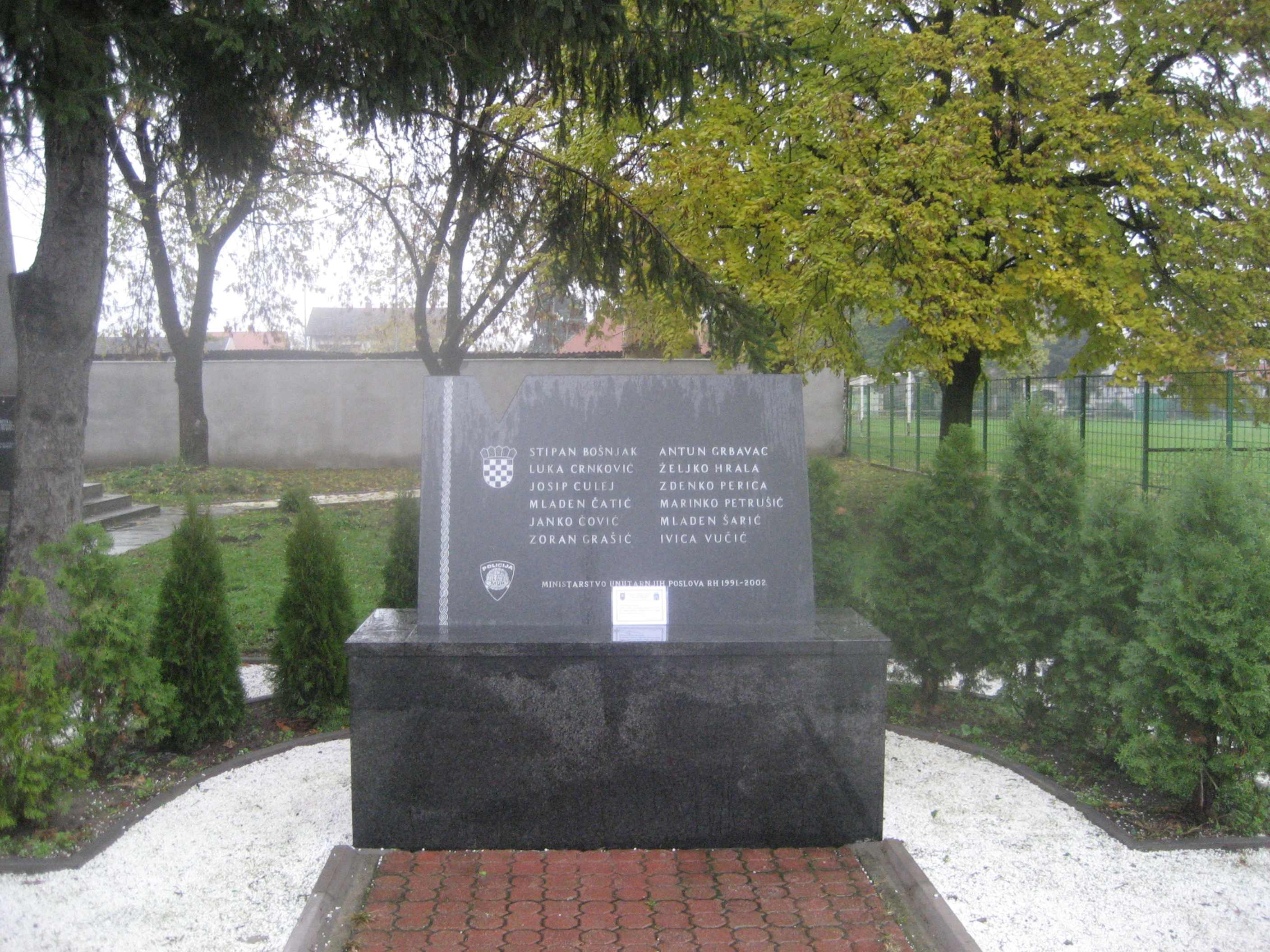
Gedenkstätte für die getöteten kroatischen Polizisten in Borovo Selo

Die Polizisten, die sich in einem Konvoi von Bussen und Polizeiautos auf den Weg machten, erreichten zwar die Ortschaft, wurden aber in eine Schießerei verwickelt.
Laut Angabe kroatischer Behörden wurden die Polizisten von ortsansässigen militanten Gruppen und „Terroristen“ aus Serbien (Šešeljs paramilitärische Verbände) in einen Hinterhalt gelockt. Dabei sollen 12 kroatische Polizisten getötet und weitere 20 verwundet sowie einige Serben getötet worden sein. Die Zahlen sprechen von 3 bis 20 Toten.

## Folgen
Das Jugoslawische Verteidigungsministerium beorderte die Jugoslawische Volksarmee (JNA) in die Region, um einen Puffer zwischen den beiden Seiten zu bilden. Premierminister Ante Marković reiste nach Borovo Selo, um über die Freilassung der gefangenen kroatischen Polizisten zu verhandeln.
Der Vorfall diente beiden Seiten zur weiteren Radikalisierung. Kroatische Nationalisten beschrieben ihn als Teil von Miloševićs vermutlicher „bolschewikischer“ Strategie, serbischen Ultranationalismus und Paramilitarismus nach Kroatien zu importieren. Eine kroatische Zeitung schrieb von serbischen Paramilitärs als „Bestien in Menschengestalt“, „bärtigen Tieren auf zwei Beinen“ und Blutsaugern. Moderatoren des staatlichen Fernsehens begannen, die serbischen Rebellen generell als Tschetniks zu bezeichnen und brachten so die Termini des Zweiten Weltkriegs zurück in den Alltag.
Am Tag nach den Vorkommnissen von Borovo Selo erschien der kroatische Präsident Tuđman im kroatischen Fernsehen. Er warnte davor, dass der „offene Krieg“ begonnen hätte und dass, falls „es notwendig werde“, das kroatische Volk zu den Waffen greifen sollte, um „die Freiheit und Unabhängigkeit der Republik Kroatien zu verteidigen.“ Am selben Tag kam es in den dalmatinischen Städten Zadar und Šibenik, auf der anderen Seite Kroatiens, zu anti-serbischen Pogromen, bei denen Tuđmans HDZ der Mittäterschaft beschuldigt wurde. Die serbischen Medien ihrerseits behaupteten, der Vorfall wäre durch „genozidale“ kroatische Bemühungen verursacht worden, die serbische Minderheit zu unterdrücken und zogen explizit Parallelen zum kroatischen Genozid an Serben während des Zweiten Weltkriegs.